# Aulacophora melanoptera
Aulacophora melanoptera es un coleóptero de la familia Chrysomelidae.
Fue descrita científicamente por primera vez en 1835 por Boisduval.